# 卡斯山 (上奧地利州)
47°48′06″N 13°59′53″E / 47.801667°N 13.998056°E
卡斯山（德語：Kasberg），是奧地利的山峰，位於該國北部，由上奧地利州負責管轄，屬於上奧地利前阿爾卑斯山脈的一部分，海拔高度1,747米，每年平均降雨量1,578毫米。